# بری استاک
بری استاک لید گیتاریست گروه هارد راک تری دیز گریس است.